# حس آمیزی (عرفان)
حس آمیزی (عرفان)
عرفاً به دلیل دست یافتن به تغییرات سطح آگاهی و رسیدنِ به اشراق، تجارب مختلفی از ادراک را که به وضوح حاوی حس آمیزی (به انگلیسی: Synesthesia) می‌باشد بیان می‌نمایند
در عرفان و در مرحله ای از معرفت ادراکات و شنیدن، گفتن، دیدن یکی می‌شوند. این که چگونه ادراکات نفسانی (شنیدن، دیدن و گفتن و…) در مرحله‌ای از معرفت نفس امتزاج حاصل و یکسان عمل می‌کنند و گاه به جای یکدیگر به کار می‌روند در آثار و احوال بعضی از عرفاً و حکمای متأله و به طرق مختلف مطرح شده است.از آن‌جمله در تائیه ابن فارض  که در ابیات گوناگون گزارشی از آن حالات عجیب و لحظه‌های غریب و نادری که حاصل تجربه شخصی اوست، به دست داده و چگونگی و کیفیت حصول چنین حالتی را به تفصیل تمام بیان کرده‌است.
پس به سبب این اتحاد چشم من سخن می‌گوید و با معشوق خود مناجات می‌کند و زبانم مشاهده جمال می‌کند و سخن می‌گوید، نیز از من گوش و دستم اصغاء می‌کند هر آن سخن گفتن گوشم را، و گوشم چشم شده‌است و کار او را می‌کند تا هرچه پیدا شود از الوان و هیئات، گوشم آن را دریابد و چشمم نیز گوش شده‌است تا هر غنایی که مردم می‌کنند و اصواتی که از ایشان صادر گردد، چشم من شنوایی ظاهر کند و گوش نهد و آن را دریابد
به گوش بیننده خود می‌شنوم و به چشم شنونده خود مشاهده می‌کنم و می‌شنوم. آنچه گذشت با حدیث قرب فرایض یا قرب نوافل که مورد استناد عرفاً است بی ارتباط نیست. 
نمونه‌های دیگر حس آمیزی را، آرتور آربری مترجم قرآن به زبان انگلیسی به دست داده است. 
تجربه‌های عرفانی در نزد عرفاً و حکیمان متأله اسلامی رایج و مسبوق به سابقه است و از نمونه‌ها و مصادیق آن میرداماد است که در کتاب الرواشح المساویه متذکر مستخلص و آزاد شدن از قید شبکه احساس می‌شود: